# Rogoźno
Rogoźno (in tedesco Rogasen) è un comune urbano-rurale polacco del distretto di Oborniki, nel voivodato della Grande Polonia.
Ricopre una superficie di 217,95 km² e nel 2004 contava 17 887 abitanti.